# Euphorbia ledebourii
Euphorbia ledebourii es una especie de fanerógama perteneciente a la familia de las euforbiáceas.  Es originaria de Rusia.

## Taxonomía
Euphorbia ledebourii fue descrita por Pierre Edmond Boissier y publicado en Centuria Euphorbiarum 35. 1860.
Etimología
Euphorbia: nombre genérico que deriva del médico griego del rey Juba II de Mauritania (52 a 50 a. C. - 23), Euphorbus, en su honor – o en alusión a su gran vientre –  ya que usaba médicamente Euphorbia resinifera. En 1753 Carlos Linneo asignó el nombre a todo el género.
ledebourii: epíteto otorgado en honor del botánico alemán Karl Friedrich von Ledebour (1785 - 1851), autor de publicaciones sobre la flora de Rusia.